# Mže
Mže (tyska: Mies) är ett vattendrag i sydöstra Tyskland och västra Tjeckien.